# 芬洛车站

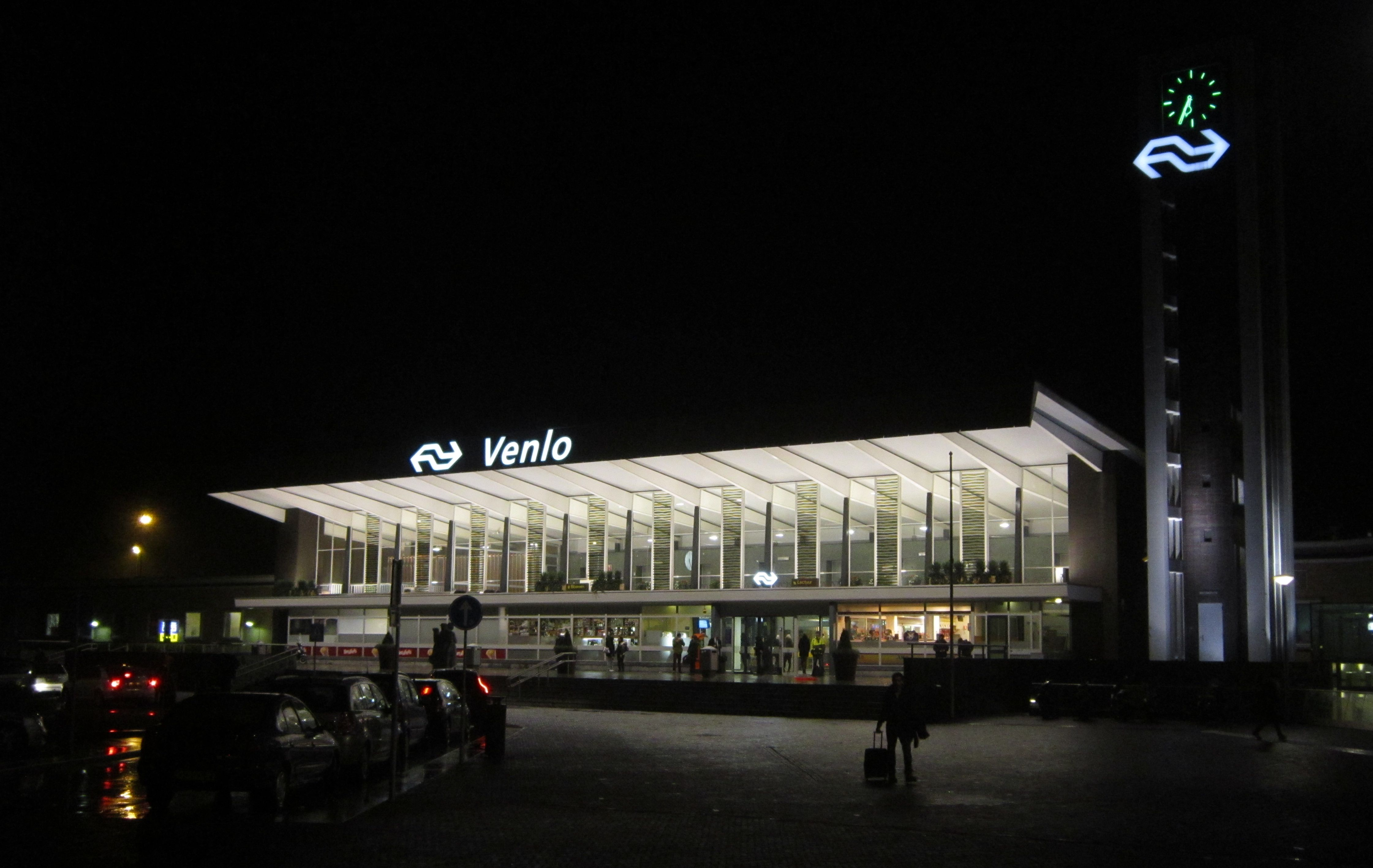
車站夜景

芬洛車站（荷蘭語：Station Venlo）是荷蘭林堡省芬洛的主要鐵路車站，它位於馬斯特里赫特－芬洛鐵路、維爾森－芬洛鐵路、芬洛－埃因霍溫鐵路和奈梅亨－芬洛鐵路上。
車站於1865年11月21日開放，目前的建築可追溯到1958年，由建築師科恩·范德加斯特設計，是二戰後的典型荷蘭車站建築樣式。